# Biru (Aek Bilah)
Biru is een bestuurslaag in het regentschap Tapanuli Selatan van de provincie Noord-Sumatra, Indonesië. Biru telt 585 inwoners (volkstelling 2010).